# Liste der Monuments historiques in Panges
Die Liste der Monuments historiques in Panges führt die Monuments historiques in der französischen Gemeinde Panges auf.

## Liste der Objekte
| Bezeichnung  | Beschreibung          | Standort                        | Kennzeichnung | Schutzstatus | Datum | Bild |
| ------------ | --------------------- | ------------------------------- | ------------- | ------------ | ----- | ---- |
| Zwei Glocken | Bronze, 1528 gegossen | in der Kirche St-Nicolas (Lage) | PM21001707    | Classé       | 1913  |      |